# Augustin Darricau

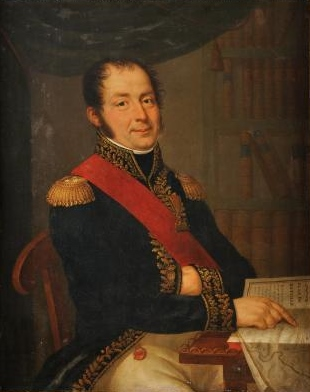
Augustin Darricau

Augustin Darricau (* 5. Juli 1773 in Tartas; † 7. Mai 1819 in Dax) war ein französischer Général de division der Infanterie. 

## Leben
Mit achtzehn Jahren trat Darricau 1791 in die Armee ein und wurde bereits am 17. Oktober desselben Jahres zum Capitaine befördert. Unter Führung von General Jacques François Dugommier nahm er an der Belagerung von Toulon teil (September/Dezember 1793). 
Darricau konnte sich in mehreren Schlachten der Koalitionskriege auszeichnen; in der Schlacht bei Bologne (2. Juli 1795) wurde er verwundet. Bereits in der Schlacht von Dego (14./15. April 1796) konnte er sich wieder durch Tapferkeit auszeichnen. 
Als Napoleon 1798 seinen Feldzug nach Ägypten plante, meldete sich Darricau freiwillig. Er kämpfte unter General Jean-Baptiste Kléber tapfer bei den Pyramiden (21. Juli 1798) und nahm an den Belagerungen von al-Arisch (Februar 1799) Akkon (März/Mai 1799) teil. Am 13. März 1801 wurde Darricau bei Kämpfen vor Alexandria wiederum verwundet. 
Nach seiner Gesundung wechselte Darricau in den Stab von General Pierre Dupont de l’Étang und kämpfte tapfer bei Haslach-Jungingen (11. Oktober 1805), Ulm (16./19. Oktober 1805) und Dürnstein (11. November 1805). Bei letzterer stand er im Stab von General Édouard Adolphe Mortier. 
Nach Kämpfen vor Halle (17. Oktober 1806) und Friedland (14. Juni 1807) konnte Darricau wieder nach Frankreich zurückkehren. 
Im darauffolgenden Jahr wurde er nach Spanien versetzt und kämpfte dort in den Napoleonischen Kriegen auf der Iberischen Halbinsel. Er kämpfte bei Espinosa (10./11. November 1808) und im Stab von Napoleon auch vor Somosierra (30. November 1808). Er nahm an der Besetzung Madrids teil (→Dos de Mayo) und konnte sich vor Talavera (28. Juli 1809), Ciudad Rodrigo (Januar 1812) und Badajoz (März/April 1812) durch  auszeichnen. 
Später kämpfte er tapfer in der Schlacht von Toulouse (10. April 1814). Nach der Schlacht bei Paris (10. April 1814) und der Abdankung Napoleons (→Vertrag von Fontainebleau) wurde Darricau zum Parteigänger der Bourbonen und von König Ludwig XVIII. Unter dessen Regentschaft fungierte Darricau für einige Zeit als Militärgouverneur von Perpignan. 
Nach der Schlacht bei Waterloo (18. Juni 1815) legte Darricau alle seine Ämter und Pflichten nieder und zog sich ins Privatleben zurück. Er ließ sich in Dax nieder und starb dort acht Wochen vor seinem 46. Geburtstag am 7. Mai 1819. Seine letzte Ruhestätte fand er auf dem Cimetière Saint-Pierre von Dax. In der Kathedrale von Dax befindet sich eine Urne mit dem Herz von General Darricau. 
Contre-Admiral Rodolphe Darricau (1807–1877) war der Sohn von General Augustin Darricau.

## Ehrungen
- 11. Dezember 1803 Chevalier der Ehrenlegion
- 14. Juni 1804 Officier der Ehrenlegion
- 25. Dezember 1805 Commandeur der Ehrenlegion
- 19. März 1808 Baron de l’Émpire
- 1814 Chevalier des Ordre royal et militaire de Saint-Louis
- 14. Februar 1815 Grand Officier der Ehrenlegion
- Sein Name findet sich am südlichen Pfeiler (27. Spalte) des Triumphbogens am Place Charles-de-Gaulle (Paris).